# 西莫内·福拉尼
西莫内·福拉尼（義大利語：Simone Forlani，1974年8月1日—），意大利男子赛艇运动员。他曾代表意大利参加世界赛艇锦标赛，获得一枚金牌和一枚银牌，均来自男子轻量级四人双桨项目。